# Lickova observatoř
Lickova observatoř je astronomická observatoř, která patří Kalifornské univerzitě a je pod její správou. Je umístěna na vrcholku hory Hamilton v pohoří Diablo západně od San José v Kalifornii. Observatoř je obsluhována z pracoviště Kalifornské univerzity v Santa Cruz, kam bylo řídící centrum přemístěno v polovině 60. let 20. století.

## Historie
Lickova observatoř byla vůbec první trvale obydlená observatoř na světě, ležící na vrcholu hory.
Observatoř byla vybudována v letech 1876 až 1887 díky americkému investorovi a podporovateli vědy Jamesi Lickovi (1796–1876). V roce 1887 Lickovo bylo tělo pohřbeno na místě, kde byl umístěn teleskop s nápisem „Zde leží tělo Jamese Licka.“, vyraženým do bronzové desky.
Před výstavbou observatoře byla postavena příjezdová cesta na vrchol hory. Všechen stavební materiál musel být nahoru dovezen povozy taženými koňmi a mezky, kteří nemohli vyjet prudký svah. Aby sklon silnice nepřesáhl 6,5 %, musela být vedena serpentinami podél pohoří. Nyní je její část označena jako (CA-130). Tradice tvrdí, že cesta má přesně 365 zatáček. (Je pravděpodobné, že tomu tak je, ale přesný počet nelze zjistit, protože není možné určit co zatáčkou už je, a co není). I lidé, kteří nemívají problémy s cestovní nevolností, považují tuto jízdu za výzvu. Silnice se uzavírá, jen když se na observatoři objeví sníh.
Lickův 36palcový (91,44 cm) refraktor na hoře Mt. Hamilton byl největším refraktorovým teleskopem od doby, kdy spatřil první světlo 3. ledna, 1888, až do rekonstrukce Yerkesovy observatoře v roce 1897. V dubnu 1888 byla observatoř předána regentům Kalifornské univerzity a tak se stala první permanentně obydlenou observatoří na vrcholu hory na světě. Edward Singleton Holden byl jmenován prvním ředitelem. Poloha observatoře poskytuje vysokou kvalitu pozorování díky malému světelnému znečištění; ještě k tomu je vzduch na Mt. Hamilton v noci velice klidný a vrcholek bývá nad nízkou oblačností, která se často vznáší nad okolím San Jose. Ta občas zastiňuje město tak, že světelné znečištění na observatoři je skoro nulové.

## Současný stav

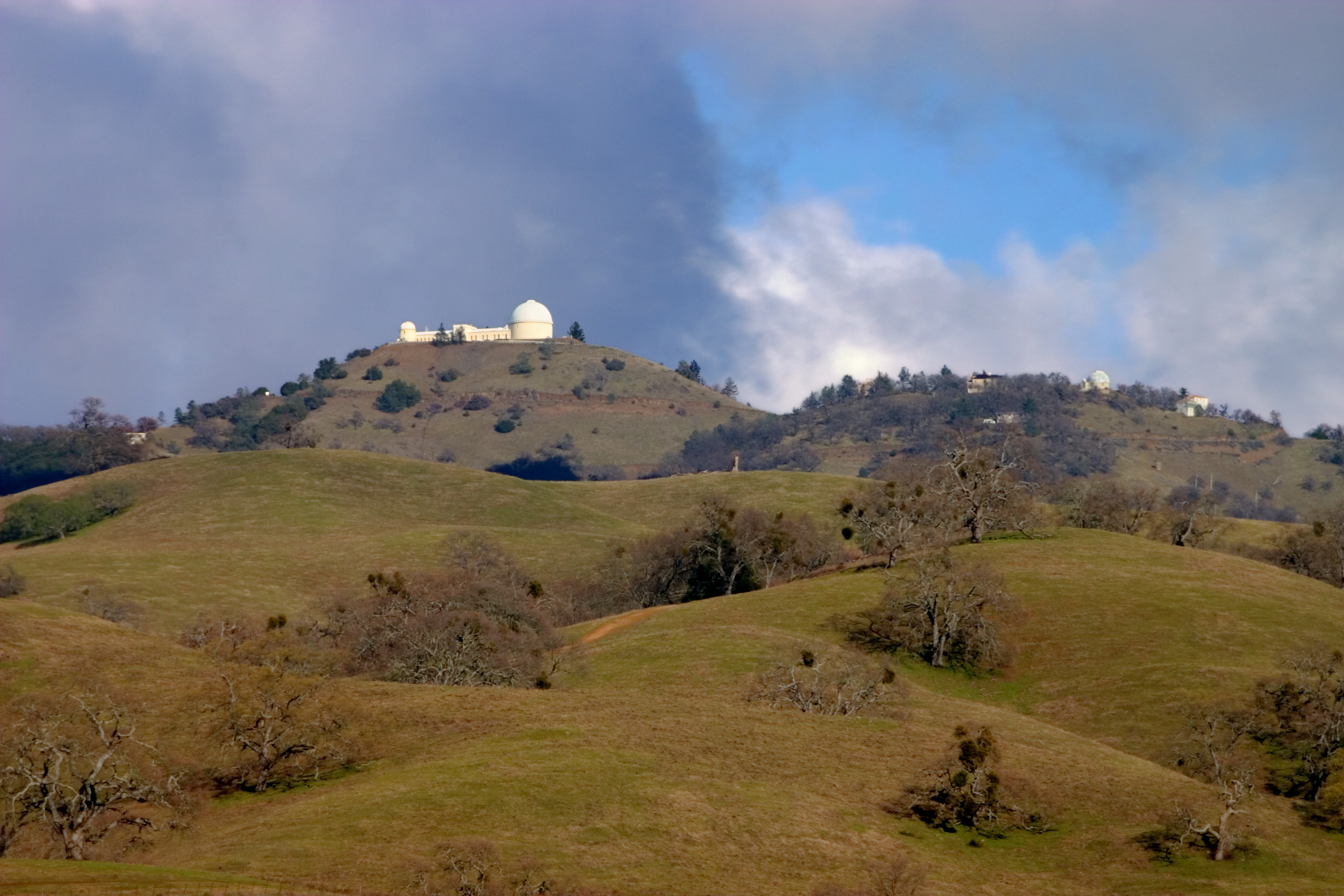
Pohled na Lickovu observatoř z Parku Grantova ranče.

S růstem populace San Jose a celého Silicon Valley, problém s okolním světlem začínal být závažným. V 70. letech byla vybrána nová lokalita na hoře Junípero Serra, jihovýchodně od Monterey, na přemístění mnoha teleskopů. Financování převozu však nebylo schváleno. V 80. letech San Jose vytvořilo program na snížení světelných emisí. Pouliční lampy byly vyměněny za nové, svítící jen dolů. Zlepšení bylo natolik značné, že Mt. Hamilton nadále zůstala vhodným místem pro významnou observatoř. Asteroid San Jose byl pojmenován Mezinárodní astronomickou unií na počest snahy města snížit světelné znečištění.
V roce 2006 na observatoři bydlelo 23 rodin a průměrně 10 astronomů z Kalifornské univerzity, kteří bydli v ubytovně a spravují observatoř. Malé městečko Mount Hamilton leží na vrcholku hory. Má vlastí policii, poštu a nově i jednu místnost školy.

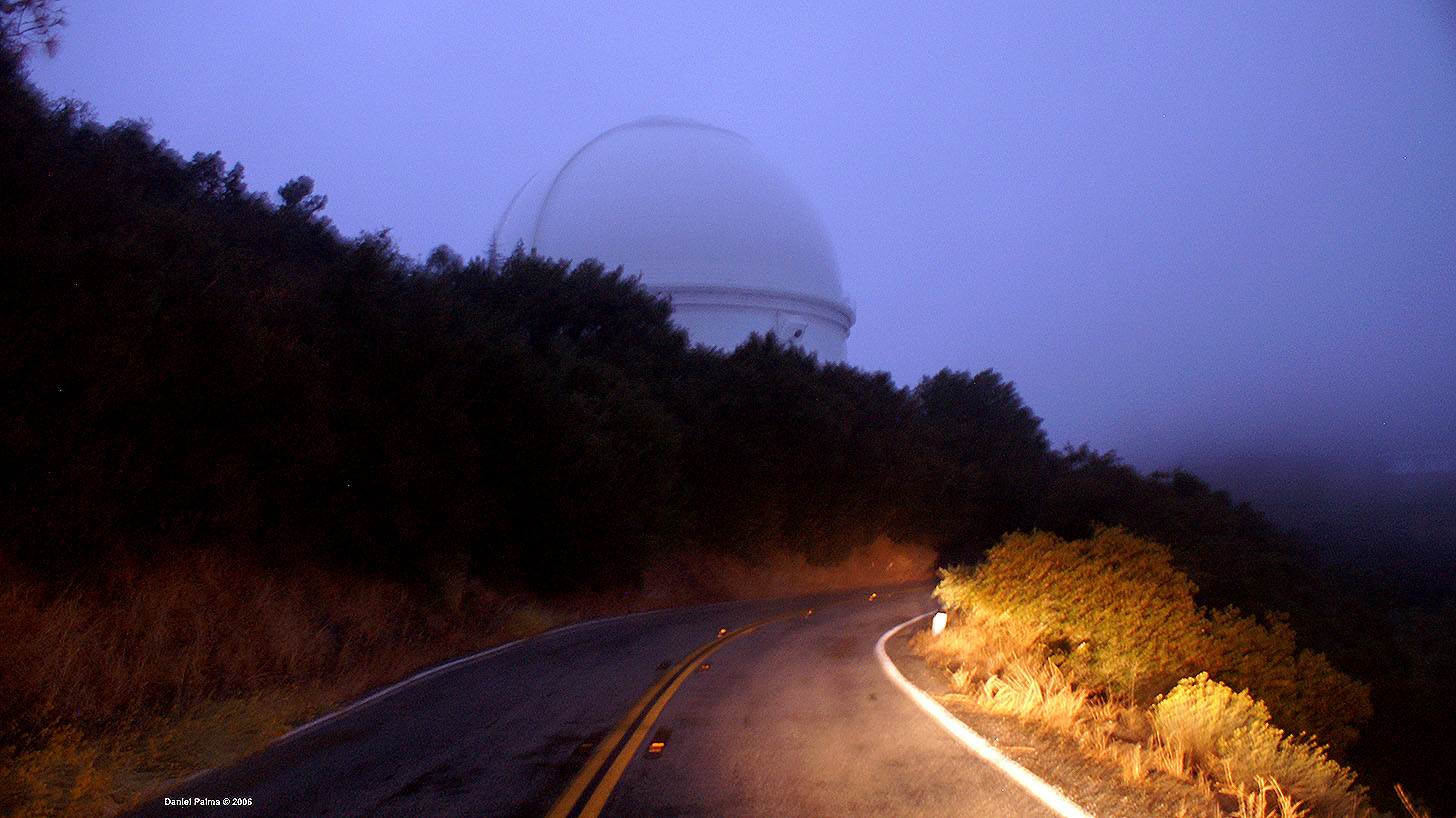
Lickova observatoř za silnice 130, okres Santa Clara. Foto: Daniel Palma, 4. října, 2006.

## Důležité objevy

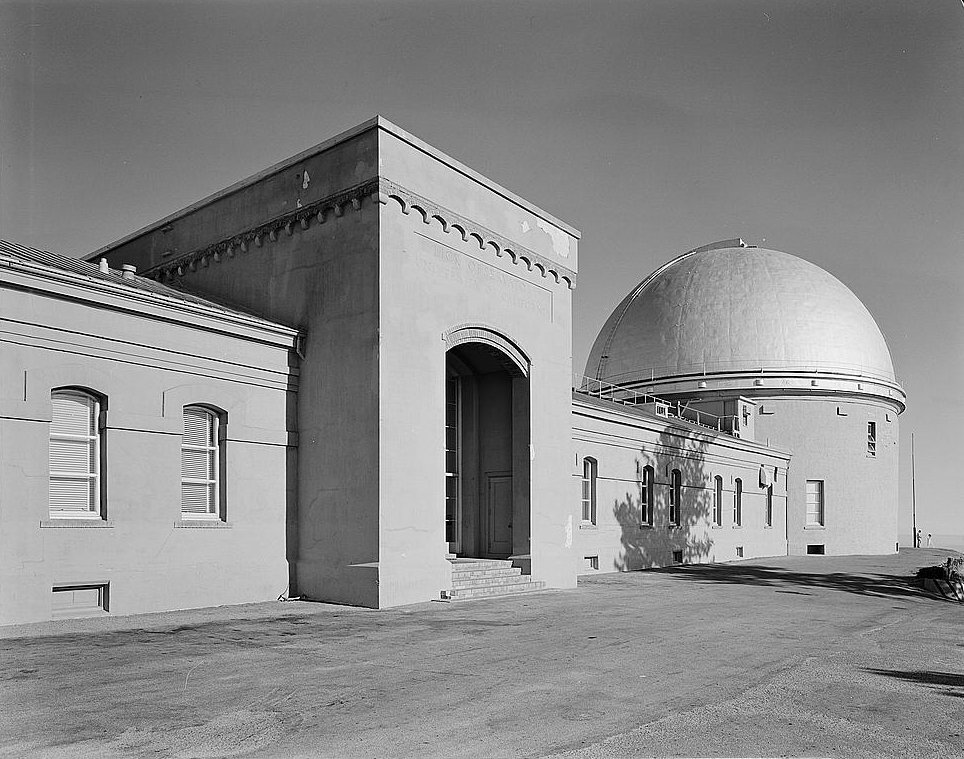
Původní budova observatoře a jižní (hlavní) kopule, kde sídlí Velký Lickův refraktor

Následující vesmírná tělesa byla objevena Lickovou observatoří:
- Několik měsíců Jupiteru
  - Amalthea
  - Ananke
  - Elara
  - Himalia
  - Lysithea
  - Sinope (sporné)
- Několik planet mimo sluneční soustavu
  - triplanetární systémy
    - Upsilon Andromedae (s Whippleovou Observatoří)
    - 55 Cancri

  - biplanetární systémy
    - HD38529 (s Keckovou observatoří)
    - HD12661 (s Keckovou observatoří)
    - GJ876 (s Keckovou observatoří)
    - 47 Ursae Majoris
- Asteroid prolétající blízko země (29075) 1950 DA

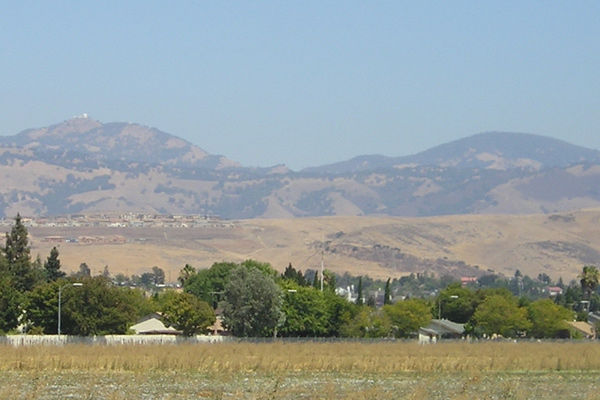
Při pohledu ze San Jose může být za jasné počasí vidět Lickova observatoř na vrcholku hory (vlevo) za jasného počasí

## Vybavení
Aktuální vybavení a jeho umístění:
- Reflektor C. Donald Shanea o průměru 3 m (120 palců) (Shaneova kopule, vrcholek Tycho Braha)
- Velký Lickův refraktor o průměru 0.9 m (36 palců) (Jižní kopule, hlavní budova, vrcholek observatoře)
- Carnegie dvojitý refraktor o průměru 0.5 m (20 palců) (Kopule o dvou astrografu, vrcholek Tycho Braha)
- Reflektor Anny L. Nickelove o průměru 1 m (40 palců) (Severní (malá) kopule, hlavní budova)
- Reflektor Edwarda Crossleyho o průměru 0.9 m (36 palců) (Crossleyho kopule, vrcholek Klaudia Ptolemaia)
- 0.6 m (24 palců) pomocný teleskop typu Coude (jižně od Shaneovy kopule, vrcholek Tycho Braha)
- Tauchmannův reflektor o průměru 0.5 m (22 palců) (Tauchmannova kopule nad zásobárnou vody, Huyghensův vrcholek)
- CCD kamera na pozorování komet s 135 mm Nikon optikou (stavení jihozápadně od Shaneovy kopule, vrcholek Tycho Braha)
- Katzmanův Automatický Zobrazovací Teleskop (KAIT) – reflektor o průměru 76 cm (24-palcová kopule, Keplerův vrcholek)
- Automatizovaný vyhledávač planet (Instalace byla plánována na rok 2006, ale zpožděná stavba kopule instalaci odsunula alespoň o rok.)